# Безмолвная звезда (фильм, 1960)
«Безмолвная звезда» (нем. Der Schweigende Stern, пол.  Milcząca gwiazda) — научно-фантастический художественный фильм 1960 года совместного производства ГДР и Польши, снятый режиссёром Куртом Метцигом по роману Станислава Лема «Астронавты».

## Сюжет
В пустыне Гоби найден контейнер инопланетного происхождения. Оказывается, что это своего рода «чёрный ящик» космического корабля с Венеры, который потерпел крушение на Земле и в результате вызвал Тунгусскую катастрофу. К сожалению, из-за высоких температур контейнер был повреждён и запись на нём частично утрачена. Все страны мира, кроме США, единодушно принимают решение собрать лучших учёных и отправить их на Венеру, чтобы вступить в контакт с инопланетной цивилизацией. Для этого СССР предложил свой космический корабль «Космократор», способный совершить межпланетный полёт.
Международный экипаж космонавтов отправляется на Венеру. Экспедиция благополучно достигает её, пережив по пути встречу с метеоритным роем. Венера оказывается землеподобной планетой с плотной атмосферой, непригодной для дыхания. Корабль совершает посадку в пустынной местности, члены экспедиции начинают исследования. Обитателей Венеры они не встречают, но зато сталкиваются с непонятными сооружениями явно искусственного происхождения, установками, полуразрушенными, но частично работающими в автоматическом режиме с неизвестной целью. В конце концов люди находят город — разрушенный, явно уничтоженный взрывами огромной энергии.
Найденные в городе и хранилище в горах записи, сделанные тем же способом, что и запись на катушке, найденной на Земле, проливают свет на тайну. Оказывается, жители Венеры обогнали землян в техническом развитии и как минимум к началу XIX века по земному летоисчислению уже овладели ядерной энергией и начали строить межпланетные корабли. Тогда они и придумали свой план захвата Земли. Они создали гигантские излучатели заряженных частиц, чтобы обстрелять Землю, генератор антигравитации, чтобы выводить в космос большое количество кораблей. Однако на последнем этапе реализации плана на Венере началась внутренняя война, длившаяся несколько десятилетий и приведшая к полному упадку. В начале XX века одна из сторон была настолько уверена в успехе, что отправила на Землю корабль для предварительной разведки, но через несколько лет (в те же годы, когда на Земле шла первая мировая война) Венера погибла…

## В ролях
- Игнаций Маховский — Солтык, ведущий инженер экспедиции
- Йоко Тани — доктор Сумико Огимура
- Гюнтер Зимон — немецкий пилот Роберт Бринкман
- Юлиус Онгеве — Талуа, африканский ТВ-техник
- Олдрих Люкес — профессор Херингвей, американский ядерщик
- Михаил Постников — профессор Арсеньев, капитан космического корабля «Космократор»
- Люцина Винницка — журналистка телевидения
- Юзеф Перацкий — слушатель лекции Арсеньева